# Villiers-en-Bois
Villiers-en-Bois é uma comuna francesa na região administrativa da Nova Aquitânia, no departamento de Deux-Sèvres. Estende-se por uma área de 18.53 km². Em 2010 a comuna tinha 125 habitantes (densidade: 6,7 hab./km²).